# Chentii-Gebirge
Das Chentii-Gebirge, auch Kenteigebirge, (mongolisch Хэнтий нуруу, Chentii nuruu; russisch Хэнтэйский хребет, Chenteiski chrebet) ist ein Gebirge in den Aimags Töw, Selenge und Chentii im Norden der Mongolei sowie der Region Transbaikalien in Russland.
Das Gebirge erreicht eine Höhe von bis zu 2800 m. Ein Teil des Gebirges in der Mongolei umfasst das Khan-Chentii-Schutzgebiet. Dort befindet sich der heilige Berg Burchan Chaldun, dessen Umgebung als der Geburtsort von Dschingis Khan angesehen wird. Im russischen Teil ist das Gebiet um den 2500 m hohen Berg Sochondo als Sapowednik Sochondo unter Schutz gestellt. Wissenschaftler halten es für möglich, dass auch die Grabstätte von Dschingis Khan auf dem Berg Burchan Chaldun liegt.
Das Chentii-Gebirge bildet die Wasserscheide zwischen dem Arktischen Ozean (über den Baikalsee) und dem Pazifischen Ozean. Im Chentii-Gebirge entspringen die Flüsse Onon, Cherlen, Tuul, Ingoda und Mensa.